# حساب توفير

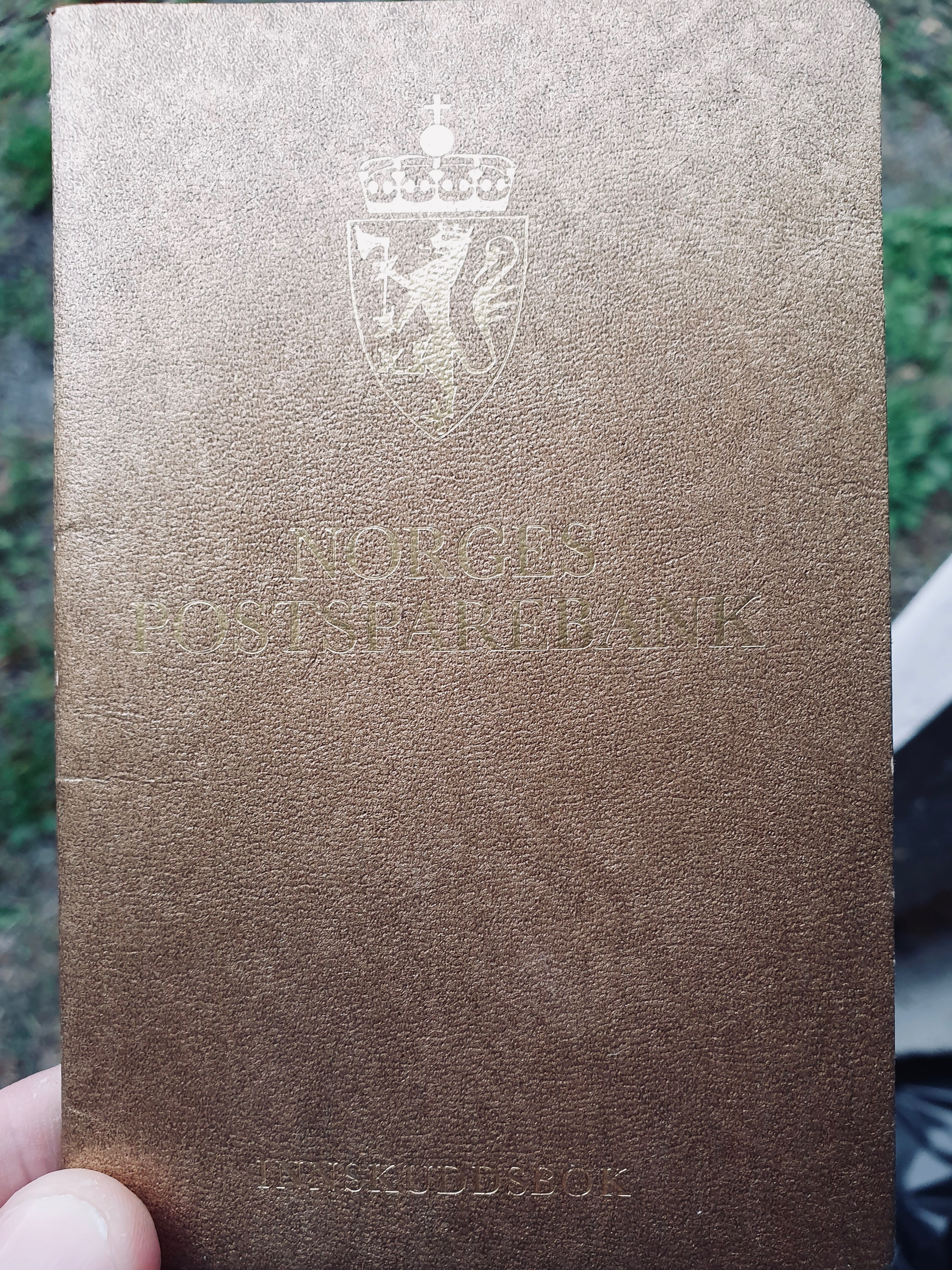

حساب إيداع (بالإنجليزية: Deposit Account)‏ هو حساب جار أو دفتر ادخار أو أي نوع آخر من الحسابات البنكية في مؤسسة مصرفية تسمح لصاحب الحساب بإيداع وسحب النقود. توثق هذه العمليات في الدفتر وقاعدة البيانات البنكية ويمثل المبلغ الموجود في الحساب قيمة ما يدين به البنك لصاحبه. بعض البنوك تحمل زبائنها ثمنا لهذه الخدمات بينما قد تدفع لهم أخرى فائدة المبلغ المودع.